# 加藤繁治
加藤 繁治（かとう しげはる、1983年〈昭和58年〉1月19日 - ）は、日本のバスケットボール選手、指導者、実業家。
静岡県出身。アメリカ合衆国のIMPACT BASKETBALL所属選手であり、川崎市でバスケットボールアカデミー「Legacy League」を運営している。
IMPACT PERFORMANCE株式会社 代表取締役。

## 経歴
中学時代、保育園からの幼馴染で後に日本代表となる友人の影響を受けてバスケットボールを始める。日本国内でプロを目指し、サマーキャンプで高い実力を示すも、経歴や既存の評価の壁を痛感。より実力本位の世界を求め、アメリカ挑戦を決意した。
NBA全チームに自らのプレー映像と履歴書を送付し、マイケル・ジョーダンの専属トレーナーであるティム・グローバーに見出されシカゴへ渡米。2007年にATTACK ATHLETICSと契約し、2008年にはNBAシカゴ・ブルズ下部チーム（当時NBDL、現Gリーグ）アイオワ・エナジーに所属。以降、NBAサマーリーグやプレドラフトに複数回参加し、アメリカ各地でプロキャリアを積む。
加藤はアメリカのプロリーグで7年以上活動し、日本人としては極めて異例のキャリアを築いた。ロサンゼルス・レイカーズ下部チームのトレーニングキャンプや、Dリーグ・セレクトチームなど、複数のNBA関連イベントに参加。ケガやリハビリを乗り越えながら「挑戦する姿勢」を貫き、IMPACT BASKETBALLのスポーツセンターには現在も彼のユニフォームと名前が掲げられている。
2014年に現役を一度引退。その後はスポーツジム役員や業界大手ジムでの経験を経て、2016年に「IMPACT PERFORMANCE」を設立。大阪を中心に関西・関東で事業を拡大し、2020年には大阪に自社ビルを設立した。
2023年に現役復帰。IMPACT BASKETBALLと再契約を果たし、2025年には全米屈指のプロアマ混合トーナメントであるTBT（The Basketball Tournament）に出場予定。40歳を超えてなお、現役選手として挑戦を続けている。

## 指導者としての活動
指導者としても積極的に活動しており、川崎市で「Legacy League」という小中学生向けバスケットボールアカデミーを運営。男子バスケットボール部の指導も行い、次世代選手の育成に尽力している。

## 主な経歴
- 2007年：ATTACK ATHLETICS（アメリカ・シカゴ）契約
- 2008年：NBAシカゴ・ブルズ下部チーム アイオワ・エナジー所属
- 2009年～2012年：NBAサマーリーグ、NBAプレドラフト出場（複数回）
- 2010年：NBAロサンゼルス・レイカーズ下部チーム トレーニングキャンプ参加
- 2011年：IMPACT BASKETBALL トップ契約（スポーツセンターにユニフォーム・名前掲出）
- 2014年：選手引退
- 2016年：IMPACT PERFORMANCE創業
- 2020年：IMPACT PERFORMANCE 大阪に自社ビル設立
- 2023年：現役復帰、IMPACT BASKETBALL再契約
- 2025年：TBT（The Basketball Tournament）出場予定

## その他
- IMPACT PERFORMANCEは大阪・東京・滋賀などに店舗を展開。
- 小中学生向けアカデミー「Legacy League」を川崎市で運営。